# Warszawa Wola (dawny przystanek kolejowy)
Warszawa Wola – od połowy lat 80. XX w. do 19 maja 2012 osobny przystanek kolejowy, a od 20 maja 2012 peron 8 (od 2021 peron 9) stacji Warszawa Zachodnia. W ostatnich latach samodzielnego funkcjonowania obsługiwany przez Koleje Mazowieckie.
20 maja 2012 nastąpiła likwidacja przystanku Warszawa Wola, a jego infrastruktura została włączona do stacji Warszawa Zachodnia. Peron likwidowanego przystanku Wola stał się peronem nr 8 stacji Warszawa Zachodnia.
Przystanek położony był na terenie warszawskiej Woli, na granicy obszarów Czyste i Odolany, przy al. Prymasa Tysiąclecia, tworząc tzw. węzeł kolei obwodowej.
Peron znajduje się 250 metrów od stacji Warszawa Zachodnia. Na peronie znajduje się biletomat Kolei Mazowieckich, nie ma natomiast biletomatu ZTM.
W 2018 niewykorzystywana wówczas nazwa Warszawa Wola nadana została dotychczasowemu przystankowi Warszawa Kasprzaka.
| Linia | Operator           | Trasa                                                                           |
| ----- | ------------------ | ------------------------------------------------------------------------------- |
| KM9   | Koleje Mazowieckie | Warszawa Wola – Warszawa Gdańska – Legionowo – Nasielsk – Ciechanów – Działdowo |

## Opis przystanku

### Peron
Przystanek składał się z jednego wyspowego, pokrytego betonowymi płytami peronu.
Na peronie znajdują się:
- zadaszenie na całą długość peronu
- tablice z nazwą przystanku,
- rozkład jazdy pociągów,
- kosze na śmieci,
- latarnie oświetleniowe.

### Przejście naziemne
Na południowej głowicy peronu znajduje się przejście naziemne. Stanowi ono jedyne wejście na peron, z którego przejściem można dojść do al. Prymasa Tysiąclecia oraz do pozostałych peronów Dworca Zachodniego (do ul. Tunelowej). Istnieje także tymczasowe przejście do nowego peronu 8 Dworca Zachodniego, wydzielone barierkami - do momentu oddania do użytku podziemnego przejścia łączącego peron 9 z główną stacją.

## Dojazd
Do przystanku Warszawa Wola (obecnie peronu 9. Warszawy Zachodniej) można dojechać autobusami Zarządu Transportu Miejskiego